# فرنسدورف
فرنسدورف (به آلمانی: Frensdorf) یک شهر در آلمان است که در بامبرگ واقع شده‌است. فرنسدورف ۴٬۸۸۳ نفر جمعیت دارد.